# 乐美真
乐美真（1947年—），汉族，中华人民共和国政治人物、第十一届全国政协委员。
加入中国共产党，担任全国政协港澳台侨委员会办公室（七局）原主任（局长）。2008年，当选第十一届全国政协委员，代表对外友好界，分入第四十七组。并担任港澳台侨委员会专委。